# Hüppcherhammer
Hüppcherhammer ist ein Ortsteil der nordrhein-westfälischen Kreisstadt Olpe. Hier leben neun Einwohner.

## Geographische Lage
Hüppcherhammer liegt in unmittelbarer Nähe zur Autobahnauffahrt Olpe zur BAB 45 und der Bundesstraße 54 und 55 die hier gemeinsam verlaufen. Es grenzt unmittelbar an den Drolshagener Stadtteil Eichen.

## Gewerbegebiet
Die Stadträte der Städte Olpe und Drolshagen haben beschlossen hier das erste interkommunale Gewerbegebiet im Kreis Olpe zu errichten. Die Gesamtfläche beträgt 34 Hektar. Nach Zuweisung der Bezirksregierung Arnsberg entfallen 25 Hektar auf die Stadt Olpe und 9 Hektar auf die Stadt Drolshagen, wobei das Gebiet ausschließlich auf Olper Stadtgebiet liegt.